# Saha
Pour les articles homonymes, voir Saha.
Saha (autrefois : Saage) est un village estonien de la région d'Harju appartenant à la commune de Jõelähtme (autrefois: Jegelecht). Sa population était de 118 habitants, au 1er janvier 2007.
Au 31 décembre 2011, le village compte 137 habitants.

## Histoire
Le village est mentionné en 1241 dans le Liber Census Daniæ à l'époque où la contrée appartenait au Danemark, mais l'endroit a été peuplé depuis plus longtemps encore. Le village appartenait à l'abbaye de Sankt Brigitten à partir du XVe siècle. La chapelle médiévale se trouve à cinq cents mètres du village. Elle a été construite à la place d'une ancienne chapelle de bois datant de 1220 et détruite en 1223. Celle-ci date du début du XVe siècle. Elle ne possède pas de chœur, mais elle est remarquable de proportion. Une petite tour d'angle domine le côté du nord-ouest et possède un escalier en spirale. L'ensemble a été restauré en 1968-1971. Elle est dédiée à saint Nicolas.

## Personnalités
- Otto von Lilienfeld (1805-1896), seigneur du domaine de Saage, juriste et président du consistoire luthérien du gouvernement d'Estland

## Source
1. ↑  (en) « PC003: Population by place of residence (settlement), sex an age », Statistics Estonia / Tatari 51, 10134 Tallinn, 31 décembre 2011 (consulté le 19 septembre 2016)

- (de) Cet article est partiellement ou en totalité issu de l’article de Wikipédia en allemand intitulé « Saha (Estland) » (voir la liste des auteurs).